# Castello di Castano
Il castello di Castano è una fortificazione situata nell'omonima frazione del comune italiano di Agazzano, in provincia di Piacenza.
Il castello si trova in val Luretta sulle ultime propaggini collinari dell'Appennino ligure nella zona in cui esse lasciano il posto alla pianura Padana, lungo la strada provinciale che collega Agazzano con la strada statale 412 della Val Tidone. Costruito in posizione strategica con ottima visuale sulla pianura, si trova tra il castello della Boffalora a ovest, il castello di Agazzano a est, la torre di Montebolzone a nord e il castello di Montecanino a sud.

## Storia
Costruito probabilmente durante il XIII secolo ed originariamente di proprietà del casato nobiliare degli Scotti, la prima citazione certa riguardo all'edificio, indicato come Cassetano, risale al 1412 quando il duca di Milano Filippo Maria Visconti lo concesse, insieme ad altri castelli e possedimenti della zona, a Filippo e Bartolomeo Arcelli, che erano stati creati conti della val Tidone. A seguito del declino dei fratelli Arcelli, il castello fu poi concesso dallo stesso duca milanese ad altri uomini d'arme posti al suo servizio.
Alla metà del XV secolo il fortilizio faceva parte dei beni di Michele Guazzardi, mentre nel 1467 la proprietà del castello fu concessa, insieme alla vicina Verdeto, da parte del duca di Milano a Daniele Rossi. Pervenuto in eredità a Giulia Rossi, nel 1595 passò alla figlia Flavia, tramite la quale divenne, come dote matrimoniale, di proprietà della famiglia Barattieri. All'estinzione della casata con la morte di Marco Antonio Barattieri, figlio di Flavia, l'edificio fu avocato dalla Camera Ducale farnesiana, venendo poi assegnato ad Alberico Portapuglia, la cui famiglia ne mantenne la proprietà fino alla metà del XIX secolo, prima di venderlo alla famiglia Bianchi, i quali, a loro volta, nel 1861 lo vendettero al Collegio Morigi di Piacenza che lo cedette nel 1881 alla famiglia Marchesi.
Ristrutturato nei primi anni duemila, l'edificio è stato adibito a sede per conferenze e feste.

## Struttura
Il castello presenta una struttura rettangolare formata da una serie di corpi di fabbrica tra loro disomogenei con torri di forma cilindrica poste ai lati della cinta muraria e dotate di grandi feritoie; l'aspetto del complesso si discosta da quello originario a causa di alcune alterazioni effettuate nel corso dei secoli, prima fra tutte la costruzione di case addossate alle cortine di cinta; l'edificio presenta sia elementi tipicamente medievali sia elementi rinascimentali.
All'interno si trovano diversi mobili d'epoca e sale decorate ad affresco